# Sundsör västra
Sundsör västra var en av SCB avgränsad och namnsatt småort i Turinge socken i norra delen av Nykvarns kommun, Stockholms län. Den omfattade en fristående bebyggelse väster om Sundsör och direkt öster om Stensättra tomtområde söder om Mälarviken Sundsörsviken. Vid 2015 års tätortsavgränsning kom bebyggelsen att hamna inom tätorten Stensättra tomtområde.